# Russula pallidospora
Russula pallidospora är en svampart som tillhör divisionen basidiesvampar, och som beskrevs av Henri Romagnesi. Russula pallidospora ingår i släktet kremlor, och familjen kremlor och riskor. Enligt den finländska rödlistan är arten otillräckligt studerad i Finland. Arten har ej påträffats i Sverige. Artens livsmiljö är friska och torra lundskogar.

## Bildgalleri